# Guillaume de Montfort
Guillaume de Montfort (zm. 27 sierpnia 1101) – biskup Paryża w latach 1096-1102.
Syn Szymona I de Montfort. Uczestniczył w sporze między Urbanem II a Filipem I i swoją siostrą Bertradą de Montfort (żoną Fulko IV). Brał udział w I krucjacie.